# Schreierkopf
Der Schreierkopf ist ein 2198 m ü. A. hoher Nebengipfel der Kreuzkarspitze, der im Nordgrat liegt, welcher an der Balschtespitze abzweigt. Er befindet sich in der Hornbachkette in den Allgäuer Alpen.

## Lage und Umgebung
Der Schreierkopf liegt im österreichischen Bundesland Tirol auf dem Gemeindegebiet von Hinterhornbach. Er erhebt sich südlich über dem hintersten Hornbachtal. Der Nordgrat der den Schreierkopf trägt trennt das Schöneggerkar im Westen vom Kreuzkar im Osten. Vom Schreierkopf nach Süden senkt sich der Grat in die Kreuzkarscharte (2125 m ü. A.) und ist damit die Referenz für die Schartenhöhe. Weiter nach Süden zieht der Grat hinauf zur Balschtespitze, an deren Flanke sich in 0,5 Kilometer Entfernung der Referenzpunkt für die Dominanz befindet.

## Geologie
Der Schreierkopf ist aus dem brüchigen Hauptdolomit aufgebaut.

## Namensherkunft
Erstmals erwähnt ist ein Schreyerkopf im Jahr 1797 in der Schmitt’schen Karte von Südwestdeutschland. In der Namensherkunft scheint das Verb schreien eine Rolle zu spielen. Der Gipfel könnte die Stelle an der man schreit gewesen sein, das Warum ist jedoch nicht zu deuten.

## Besteigung
Der Normalweg auf den Schreierkopf führt unschwierig auf Pfadspuren aus dem Schöneggerkar und die Einschartung zur Balschtespitze zum Gipfel hinauf.